# Chorągiewka (lotnictwo)
Chorągiewka (właśc. ustawienie śmigła w chorągiewkę) – ustawienie łopat śmigła cięciwą równolegle do napływających strug powietrza. Stosuje się to w celu minimalizacji oporów w powietrzu po awarii silnika - aby śmigło nienapędzane przez silnik nie ulegało autorotacji, stawiając tym samym dodatkowy, szkodliwy opór. W przypadku wszystkich samolotów skutkuje to mniejszym opadaniem (większa doskonałość), przy samolotach wielosilnikowych – dodatkowo zmniejsza to niestateczność kierunkową występującą po częściowej awarii napędu.
Śmigło ustawione na skok całkowicie neutralny (najczęściej 80°-85°) nie ma możliwości wiatrakowania. Stosuje się je wtedy, gdy nastąpi awaria silnika lub jest konieczność prowadzenia samolotu lotem ślizgowym, gdyż w takich sytuacjach pożądany jest jak najmniejszy opór powietrza.